# Le Voyageur magnifique
Le Voyageur magnifique est un roman d'Yves Simon publié le 9 septembre 1987 aux éditions Grasset et ayant reçu le prix des Libraires l'année suivante.

## Éditions
- Le Voyageur magnifique, éditions Grasset, 1987  (ISBN 2-24-639561-5).